# Tulbaghia galpinii
Tulbaghia galpinii är en amaryllisväxtart som beskrevs av Rudolf Schlechter. Tulbaghia galpinii ingår i släktet Tulbaghia och familjen amaryllisväxter. Inga underarter finns listade i Catalogue of Life.